# Жан-Ноел Рене Клер
Жан-Ноел Рене Клер (на френски: Jean-Noël René Clair) (р. 1953 г. в Тюбинген, Германия) е френски режисьор и продуцент на ЛГБТ и соло порнографски филми. Създател е на продуцентската компания от френски произход JNRC Production.

## Биография
Бащата на Жан-Ноел е военен служител. Първата работа на Жан-Ноел е като DJ в Люксембург. През 1994 г. започва да продуцира порнографски соло-мастурбация филми, в които моделите изиграват роли на легионери, пожарникари, спортисти (по-специално футболисти). Френският журнал „Либерасион“ разкрива неговите възгледи по отношение на порнографското кино по следния начин:
| „ | Неговото нещо са момчетата, за които се знае, че са хетеросексуални и са поставени в гей обстоятелсва. | “ |

## Полемика
Клер заснема в България десетки хомосексуални актове с младежи и мъже на средна възраст. По този повод Районна прокуратура-Пловдив се самосезира и Клер е обвинен в разпространение на порноматериали в Интернет и подтикване на 10 мъже към блудствени действия.
Клер откровено отхвърля обвиненията, като нарича своите продукции „изкуство“ и описва участващите в тях мъже от ромски произход като „диваци“, своеобразно защитавайки творческите си интереси към мъжете от този етнос. Самият продуцент признава, че търси подходящи модели из целия свят.